# Mount Leo
Mount Leo är ett berg i Antarktis. Det ligger i Västantarktis. Argentina, Chile och Storbritannien gör anspråk på området. Toppen på Mount Leo är 1 270 meter över havet, eller 604 meter över den omgivande terrängen. Bredden vid basen är 5,7 km.
Terrängen runt Mount Leo är platt åt sydost, men åt nordväst är den kuperad. Mount Leo är den högsta punkten i trakten. Trakten är obefolkad. Det finns inga samhällen i närheten.